# Home (phim 2009)
Home (Ngôi nhà chung) là một bộ phim tài liệu được
sản xuất bởi Yann Arthus-Bertrand.
Bộ phim được tạo nên từ rất nhiều cảnh quay ở rất nhiều nơi trên Trái Đất. Nó
đã khắc họa sự đa dạng về sự sống trên Trái Đất cũng như mối đe dọa từ con
người tới sự cân bằng sinh thái của hành tinh. Bộ phim được phát hành đồng thời
vào ngày 05 tháng 6 năm 2009, trong các rạp chiếu phim trên toàn thế giới cũng
như trên DVD, Blu-ray và Youtube trên 181 quốc gia. Home được trình chiếu tại Liên
hoan phim quốc tế Dawn Breaker năm 2012. Bộ phim được tài trợ bởi PPR, một công
ty bán lẻ đa quốc gia của Pháp, như một phần trong kế hoach quan hệ công chúng
của hãng.

## Sản xuất
Home được quay
trong rất nhiều khung cảnh, phụ thuộc vào địa điểm được ghi hình. Mất 18 tháng
để hoàn tất, đạo diễn Yan Arthurs-Bertrand cùng một người quay phim, một kỹ sư
camera, một phi công đã bay trên một chiếc trực thăng qua nhiều khu vực thuộc
hơn 50 quốc gia. Quá trình làm phim đã sử dụng một camera độ phân giả cao "Cineflex". Loại
camera này ban đầu được dùng như một thiết bị trong quân đội, giúp giảm độ
rung, ghi được những hình ảnh tốt nhất. Sau khi quá trình ghi hình hoàn tất,
Besson và cộng sự đã làm việc trong 488 giờ để biên tập lại.

## Phân phối và xúc tiến
Để xúc tiến bộ phim, một kênh YouTube mang tên "HomeProject" đã được tạo ra. Những đoạn phim ngắn trong quá trình làm phim ở nhiều nơi trên thế giới như Bắc Cực, châu Phi,… được tải lên kênh này.
Ngày 9 tháng 3 năm 2009, một hội thảo được tổ chức ở Paris. Tại đây Yann Arthus-Bertrand cùng các nhà sản xuất khác đã có buổi nói chuyện với truyền thông về các vấn đề phát sinh trong quá trình làm phim, cũng như xác nhận rằng Home là bộ phim đầu tiên được phát hành cùng lúc tại rạp, trên DVD và Internet trên cả năm châu lục.
Ngày 05, tháng 5 năm 2009, một hội nghị cũng được tổ chức tại
Pari. Tại đây đoàn làm phim công bố ngày phát hành bộ phim là ngày 5, tháng 6,
2009, ngày Môi trường Thế giới, và bộ phim sẽ được phát hành miễn phí đến công
chúng, "lợi nhuận của bộ phim không được tính bằng tiền mà được tính bằng số lượng
khán giả". Định dạng Blu-ray được phát hành bởi hãng 20th
Century Fox bằng cả tiếng Anh và tiếng Pháp.

## Bản quyền phim
Yann
Arthus-Bertrand đã phát biểu tại diễn đàn TED rằng bộ phim không đăng ký bản quyền: "Bộ
phim không có việc giữ bản quyền. Vào ngày 15, tháng 6, ngày môi trường thế
giới, tất cả mọi người đều có thể tải xuống bộ phim từ Internet. Bộ phim cũng
được trao miễn phí bởi các nhà phân phối tới các kênh truyền hình, rạp chiếu
phim vào ngày 5 tháng 6". Một thông báo về bản quyền tác giả được đi kèm theo
bộ phim.
Một vài ấn bản độ
phân giải cao của bộ phim có thể tải xuống được. ClearBits, một cộng đồng
truyền thông số, cung cấp torrent một phiên bản MP4 dài 93 phút, độ phân giả
cao. Trang web Archive.org và Vimeo cũng cung cấp các ấn bản tương tự.

## Đón nhận từ công chúng
Bộ phim nhận được rất nhiều phản hồi sau khi phát hành, có
hơn 400.000 lượt xem trong ngày phát hành đầu tiên trên Youtube. Đến hết tháng
6, năm 2012, các phiên bản tiếng Anh, tiếng Pháp, tiếng Đức, tiếng Tây Ban Nha,
tiếng Nga và tiếng Ả-rập đã ghi nhận tổng cộng hơn 32 triệu lượt xem. Nó cũng nhận
được sự xếp hạng cao trên các kênh truyền hình trên toàn thế giới, như National
Geographic Channel. Tại Ấn Độ, bộ phim được chiếu trên kênh STAR
World của mạng truyền hình cáp.